# Kent (Ferrocarril Regional Sounder)
Kent es una estación en la Línea South del Ferrocarril Regional Sounder, administrada por Sound Transit. La estación se encuentra localizada en  301 Railroad Avenue North en Kent, Washington. La estación de Kent fue inaugurada el 19 de mayo de 2008.

## Descripción
La estación Kent cuenta con 2 plataformas laterales.

## Conexiones
La estación es abastecida por las siguientes conexiones: 
- ST Express, King County Metro Transit